# القفالى (القفر)

تعديل مصدري - تعديل

القفالى محلة تابعة لقرية بيت الغماري، التابعة لعزلة حمير بمديرية القفر إحدى مديريات محافظة إب في الجمهورية اليمنية، بلغ تعداد سكانها 52 حسب تعداد اليمن لعام 2004.